# (648) Пиппа
(648) Пиппа (нем. Pippa) — астероид внешней части главного пояса, который относится к спектральному классу Xc. Он был открыт 11 сентября 1907 года немецким астрономом Августом Копффом в Гейдельбергской обсерватории и назван в честь главной героини пьесы «А Пиппа пляшет» Герхарта Гауптмана.

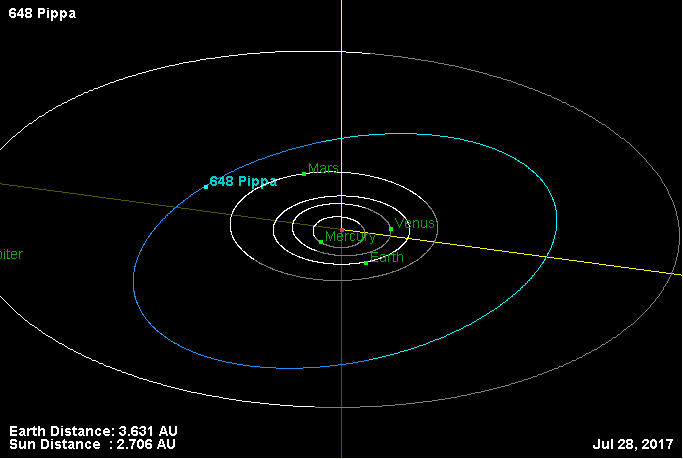
Орбита астероида Пиппа и его положение в Солнечной системе

Фотометрические наблюдения, проведённые в 2012 году в обсерватории Oakley Southern Sky, позволили получить кривые блеска этого тела, из которых следовало, что период вращения астероида вокруг своей оси равняется 9,263 ± 0,001  часам, с изменением блеска по мере вращения 0,31 ± 0,03 m.
Тиссеранов параметр относительно Юпитера — 3,140.